# 瓦尔德地区

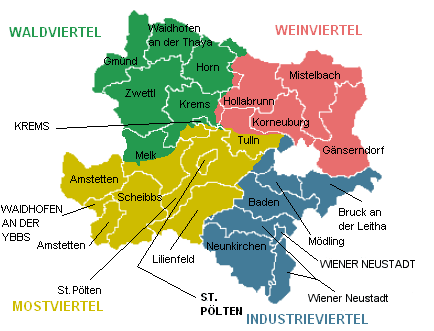

瓦尔德地区（德语：Waldviertel）是奧地利的地區，位於下奧地利州西北部，南面以多瑙河為界，西南面是上奧地利州，西北面和北面是捷克，面積約4,600平方公里，2011年人口約220,000。

瓦尔德地区 - Waldviertel
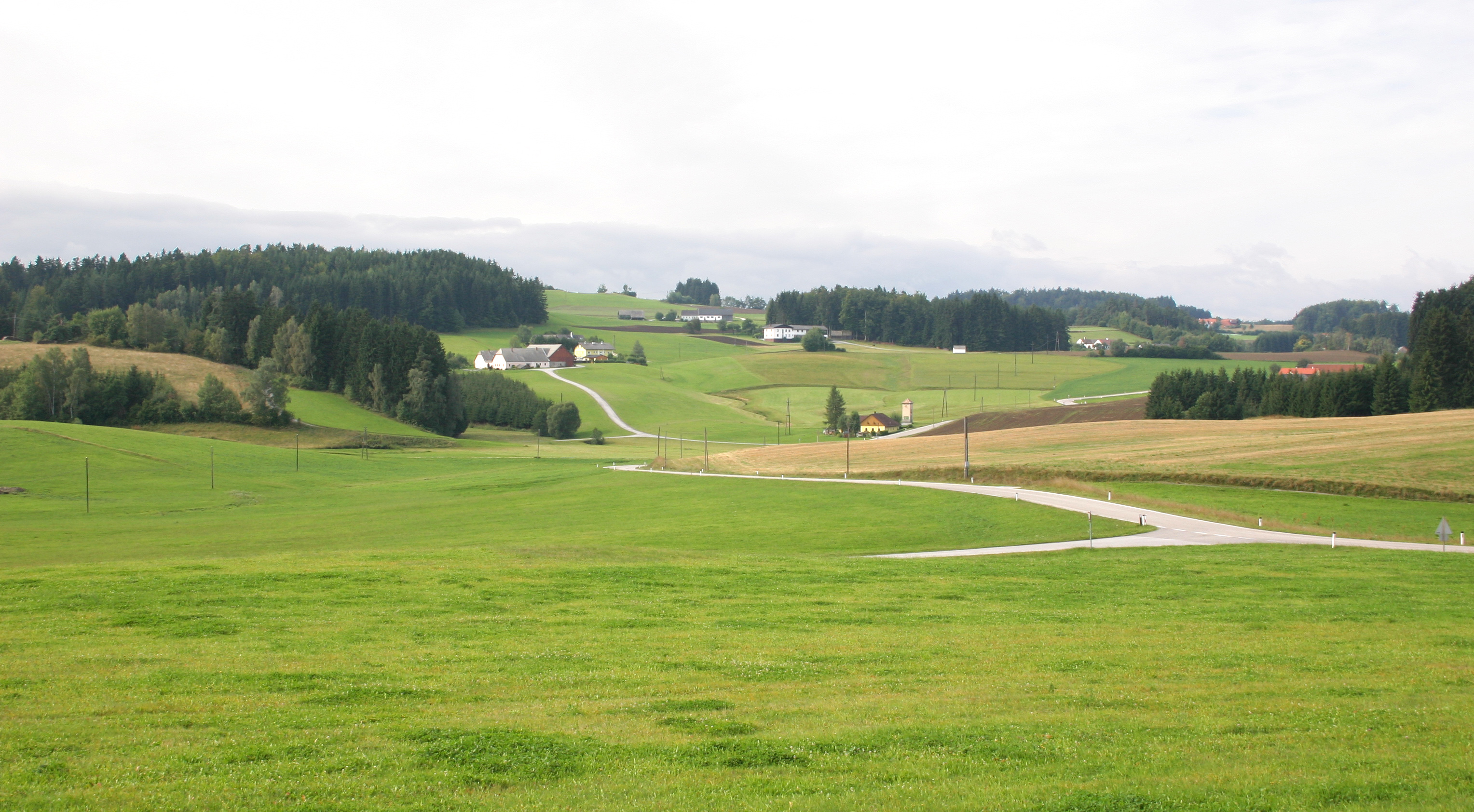
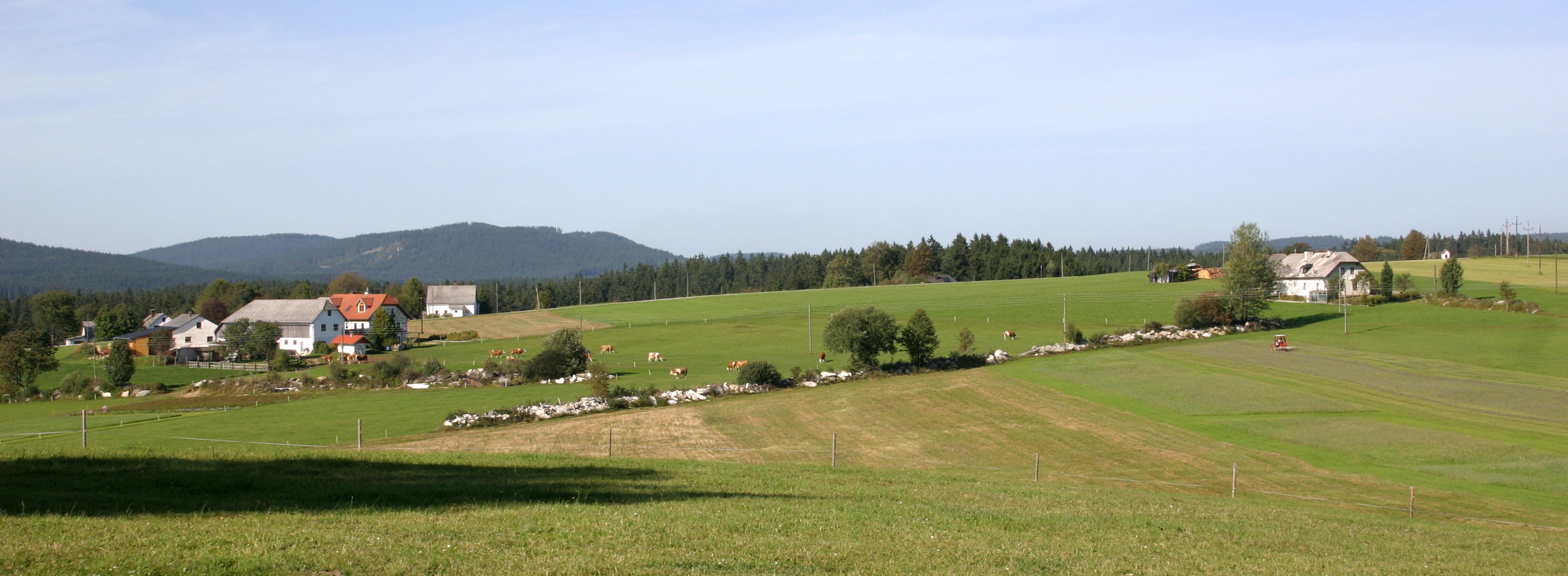
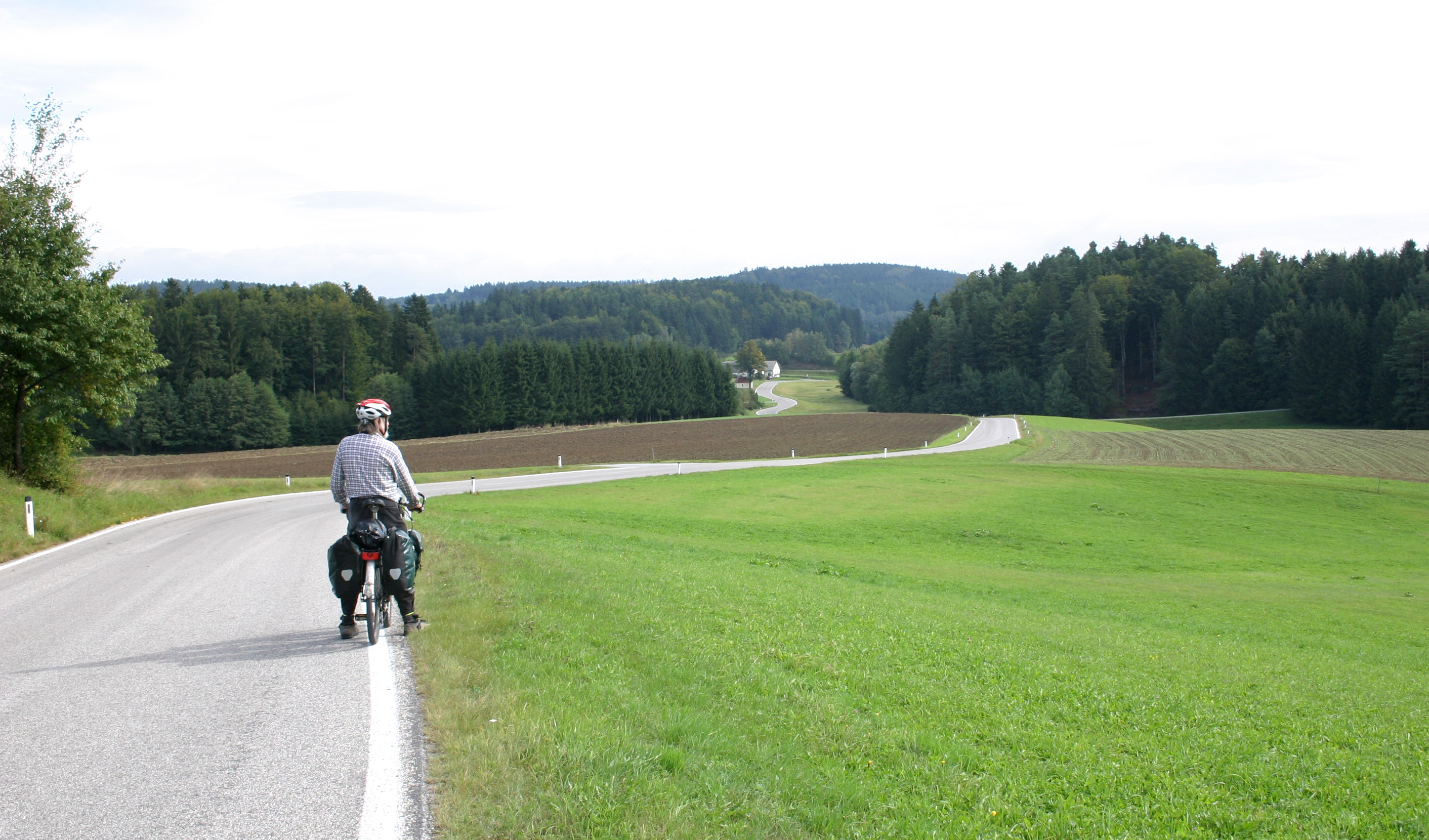
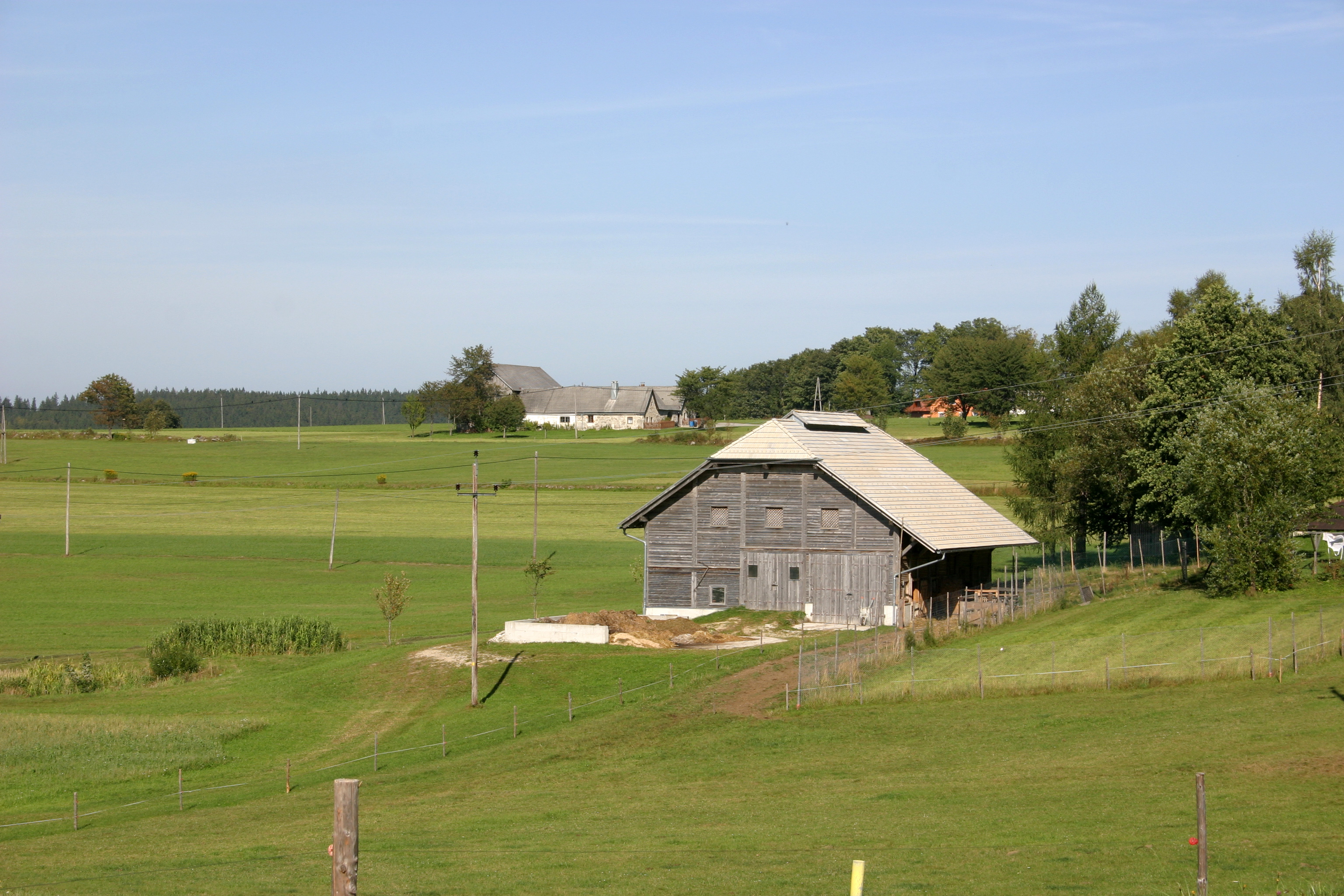
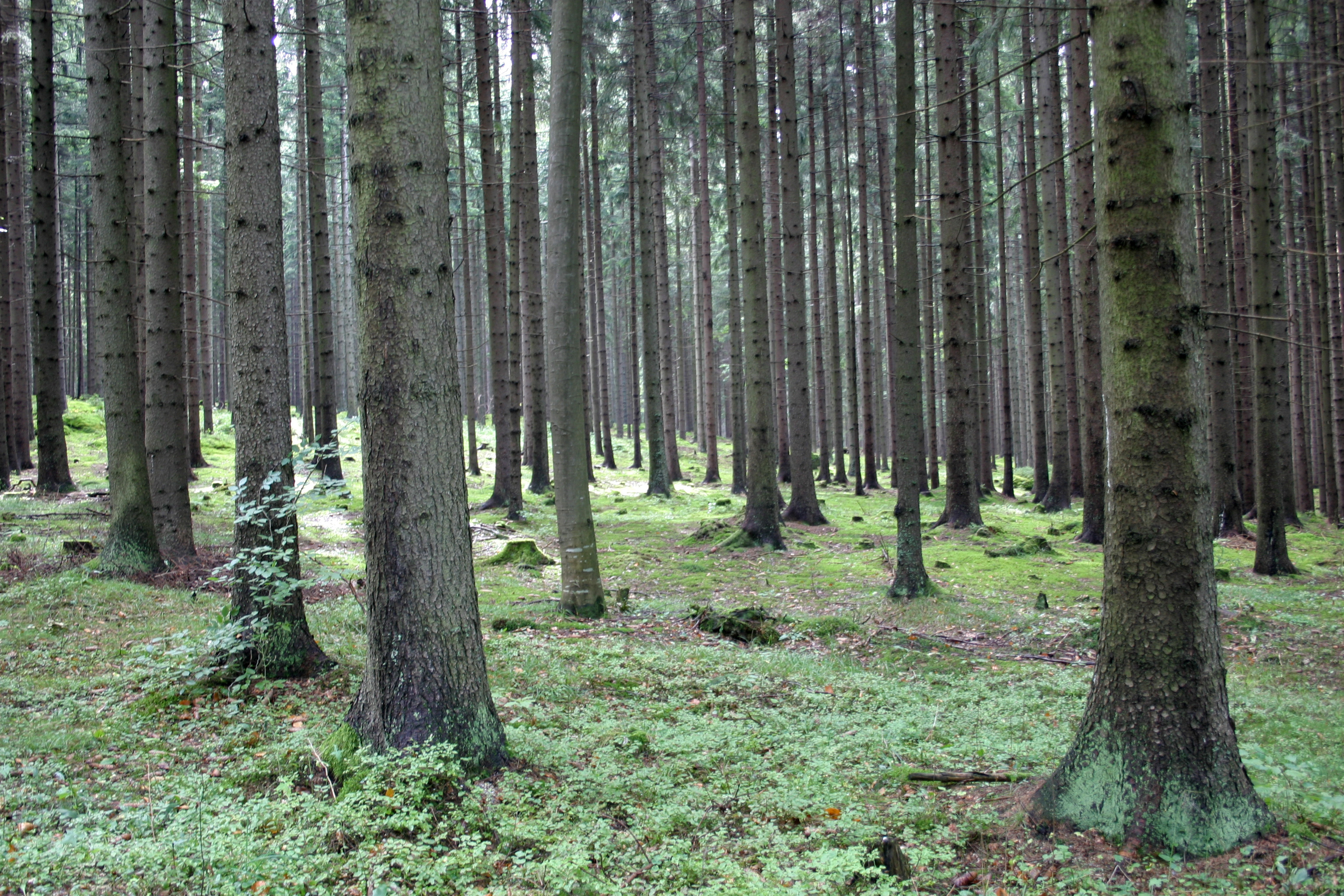

## 外部連結
- Waldviertel Homepage （页面存档备份，存于）
- Southern Waldviertel Family History Project
- "Großvaters Erinnerungen" A book about and in the Waldviertler dialect, by Anna Forster.
- Waldviertel Wiki

48°31′N 15°15′E / 48.517°N 15.250°E